# Elezioni europee del 2014 in Belgio
Le elezioni europee del 2014 in Belgio si sono tenute il 25 maggio 2014 nei tre collegi elettorali della nazione: la circoscrizione fiamminga, la circoscrizione francofona e la circoscrizione germanofona.
Queste elezioni si sono tenute nello stesso giorno delle elezioni parlamentari e delle elezioni regionali
Sono stati eletti 21 eurodeputati belgi: 12 provenienti dal collegio fiammingo, 8 da quello francofono e 1 germanofono.
Nell'arrondissement di Bruxelles-Capitale e nei sei comuni a facilitazione linguistica gli elettori possono scegliere se votare per i collegi fiammingo o francofono.
La formazione politica più votata è stata la Nuova Alleanza Fiamminga (NVA), che si è aggiudicata 4 seggi su 21. Precedentemente la NVA aderiva al gruppo Verdi/ALE ma dopo le elezioni scelse di prendere parte al Gruppo dei Conservatori e dei Riformisti Europei.
Il gruppo parlamentare europeo uscito vincitore da queste elezioni è quello dell'ALDE, che ha conquistato 6 seggi sui 21 totali.

## Risultati
| Liste  | Liste                                               | Gruppo             | Circoscrizione     | Voti      | %     | +/-   | Seggi | +/-     |
| ------ | --------------------------------------------------- | ------------------ | ------------------ | --------- | ----- | ----- | ----- | ------- |
|        | Nuova Alleanza Fiamminga (N-VA)                     | ECR                | Fiamminga          | 1.123.355 | 16,79 | 10,73 | 4     | 3       |
|        | Liberali e Democratici Fiamminghi Aperti (Open VLD) | ALDE               | Fiamminga          | 859.099   | 12,84 | 0,14  | 3     | Stabile |
|        | Cristiano-Democratici e Fiamminghi (CD&V)           | PPE                | Fiamminga          | 840.783   | 12,57 | 1,81  | 2     | 1       |
|        | Partito Socialista (PS)                             | S&D                | Francofona         | 714.645   | 10,68 | 0,18  | 3     | Stabile |
|        | Movimento Riformatore (MR)                          | ALDE               | Francofona         | 661.332   | 9,88  | 0,16  | 3     | 1       |
|        | Partito Socialista Differente (SP.A)                | S&D                | Fiamminga          | 555.348   | 8,30  | 0,12  | 1     | 1       |
|        | Verdi (GROEN)                                       | Verdi/ALE          | Fiamminga          | 447.391   | 6,69  | 1,79  | 1     | Stabile |
|        | Ecolo                                               | Verdi/ALE          | Francofona         | 291.625   | 4,36  | 4,18  | 1     | 1       |
|        | Vlaams Belang (VB)                                  | NI                 | Fiamminga          | 284.856   | 4,26  | 5,59  | 1     | 1       |
|        | Centro Democratico Umanista (CDH)                   | PPE                | Francofona         | 277.246   | 4,14  | 0,83  | 1     | Stabile |
|        | Partito Popolare (PP)                               | -                  | Francofona         | 145.909   | 2,18  | nuovo | -     | -       |
|        | Partito del Lavoro del Belgio (vallone) (PTB)       | -                  | Francofona         | 133.811   | 2,00  | 1,57  | -     | Stabile |
|        | Partito del Lavoro del Belgio (fiammingo) (PVDA)    | -                  | Fiamminga          | 101.237   | 1,51  | 0,90  | -     | Stabile |
|        | Federalisti Democratici Francofoni (FDF)            | -                  | Francofona         | 82.540    | 1,23  | N.D.  | -     | -       |
|        | Debout Les Belges! (DLB)                            | -                  | Francofona         | 72.671    | 1,09  | nuovo | -     | -       |
|        | La Destra                                           | -                  | Francofona         | 38.813    | 0,58  | nuovo | -     | -       |
|        | Movimento Vega                                      | -                  | Francofona         | 15.208    | 0,23  | nuovo | -     | -       |
|        | Partito Cristiano Sociale (CSP)                     | PPE                | Germanofona        | 11.710    | 0,18  | 0,01  | 1     | Stabile |
|        | Altri <10.000 voti                                  | Altri <10.000 voti | Altri <10.000 voti | 39.561    | 0,59  |       | -     |         |
| Totale | Totale                                              | Totale             | Totale             | 6.690.711 |       |       | 21    | 1       |

- Ecolo ha ottenuto 285.196 voti nella circoscrizione francofona, 6.429 nella circoscrizione tedesca.